# Paddy Johns
Patrick Stephen Johns, detto Paddy (Portadown, 19 febbraio 1968), è un ex rugbista a 15, allenatore di rugby a 15 e dentista proveniente dall'Irlanda del Nord, internazionale per l'Irlanda, di cui fu capitano, e seconda linea della provincia dell'Ulster dal 1988 al 2003.

## Biografia
Cresciuto nel Dungannon, squadra nordirlandese dell'All-Ireland League, debuttò nel 1988 nella provincia dell'Ulster in occasione di un incontro del campionato interprovinciale contro Connacht.
Nel 1990 esordì nelle file dell'Irlanda a Dublino contro l'Argentina; prese parte alla Coppa del Mondo di rugby 1995 in Sudafrica e nel 1996 fu in Inghilterra al Bedford, all'epoca neopromosso in seconda divisione; l'anno successivo si trasferì ai Saracens, con cui vinse la Coppa Anglo-Gallese nel 1998, e nel 1999 fu di nuovo in Irlanda del Nord all'Ulster con cui disputò anche le prime due stagioni della neoistituita Celtic League prima di ritirarsi dalle competizioni.
Tra il 1990 e il 2000 disputò 59 incontri per l'Irlanda e oltre a quella del 1995 fu presente anche alla Coppa del Mondo di rugby 1999.
Da dopo il ritiro esercita la professione di odontoiatra; nel 2012 fu chiamato dal Dungannon per sostituire Justin Fitzpatrick alla guida tecnica del club dopo le dimissioni di quest'ultimo; rimase in tale incarico fino al 2014, sostituito a sua volta da Nigel Brady.

## Palmarès
- Coppe Anglo-Gallesi: 1
Saracens: 1997-98
- All-Ireland League: 1
Dungannon: 2000-01